# 愛甲石田駅
愛甲石田駅（あいこういしだえき）は、神奈川県厚木市愛甲一丁目にある、小田急電鉄小田原線の駅である。駅番号はOH 35。

## 概要
1980年代初頭頃より厚木市・伊勢原市のベッドタウン化に伴う人口増加が始まり、西部の森の里開発を契機に大学や企業誘致も相まって駅北側の整備が行われ、当駅を拠点としたバス路線が開設されるなど、短期間で著しい変化を遂げた。
ホームのおよそ半分が伊勢原市石田に跨がるが、駅舎が厚木市側にあるために同市の駅となっている。

## 歴史

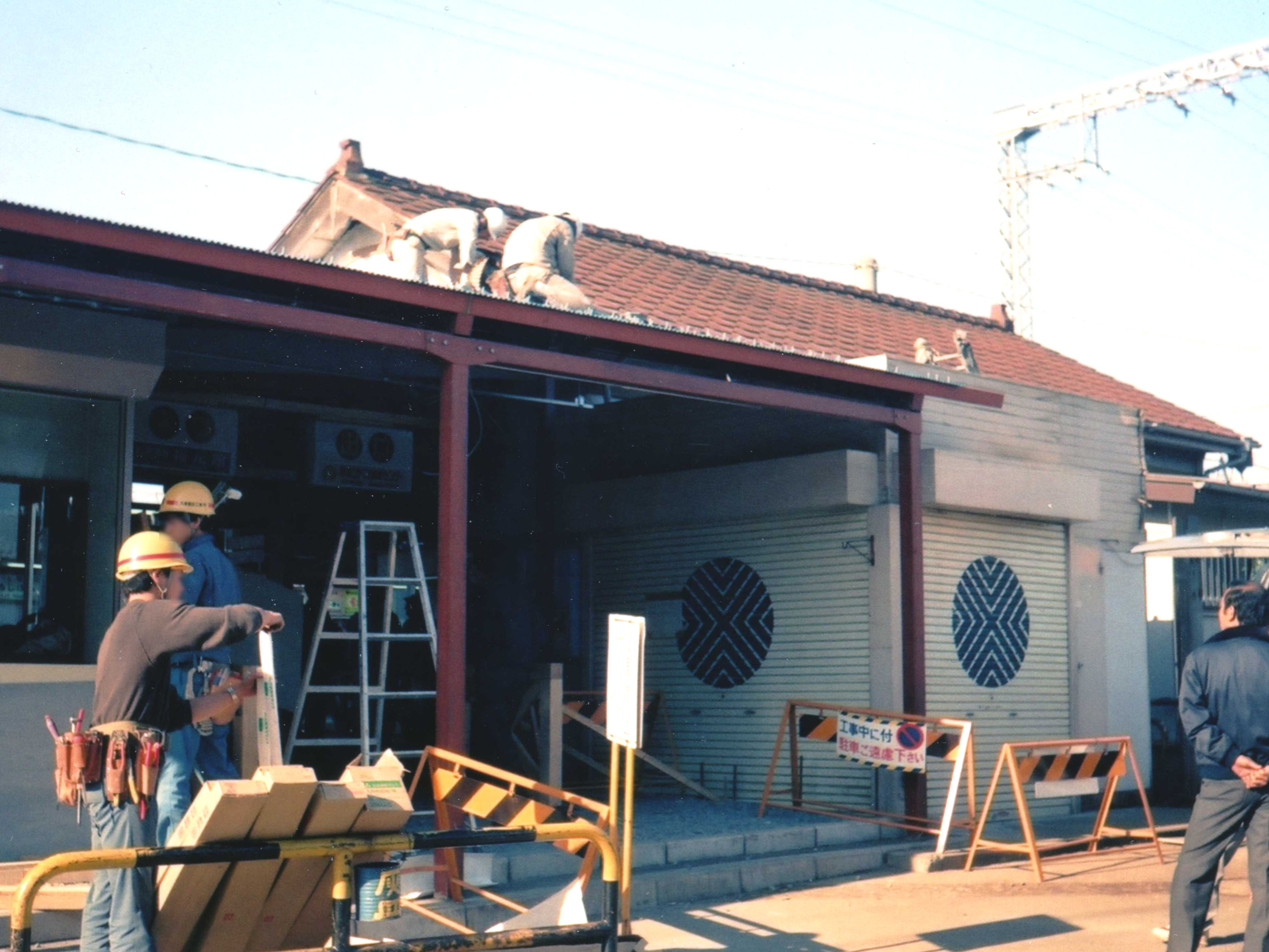
1986年頃の愛甲石田駅。橋上駅舎化工事が始まる直前。

小田原線が開通する際の駅新設予定地は、現在の駅所在地よりも1 km程伊勢原寄りの中郡成瀬村高森（現・伊勢原市高森付近）であった。しかし、地主の反対を受けたことから、当初よりも少し東側の成瀬村石田（国道246号から高森道了尊への道が分かれる付近）へ計画を変更した。ここで愛甲郡南毛利村（現・厚木市愛甲付近）から駅誘致があったため、さらに東側へ計画を変更しようとしたところ、全く石田に鉄道駅がなくなることには石田側が難色を示した。このため、南毛利村と成瀬村の境界付近に駅を設置することとし、駅名も南毛利村愛甲と成瀬村石田の双方の地名を合わせることとなった。

### 年表
- 1927年（昭和2年）4月1日：開設。
- 1946年（昭和21年）10月1日：準急新設、停車駅となる。
- 1972年（昭和47年）12月18日：急行停車開始。
- 1987年（昭和62年）
  - 10月6日：北口バスターミナル完成、使用開始。
  - 12月24日：橋上駅舎・南北自由通路完成、使用開始。
- 2004年（平成16年）12月11日 - 快速急行・区間準急新設、停車駅となる。
- 2011年（平成23年）2月：駅構内コンコース・ホームに行先案内表示器新設。
- 2012年（平成24年）
  - 3月17日：区間準急の停車駅から外れる。
  - 8月：旅客上屋増設完了。
- 2014年（平成26年）
  - 1月：OH 35の駅ナンバリング導入、使用開始[2]。
  - 3月15日：再度区間準急の停車駅となる。
- 2016年（平成28年）3月26日：ダイヤ改正に伴い、区間準急廃止。
- 2019年（平成31年）3月16日：平日のみ通勤準急の停車駅となる（下り準急・通勤準急は共に平日のみ）。
- 2025年（令和7年）3月15日：本厚木以西での準急列車消滅、停車駅から外れる。

## 駅構造
相対式ホーム2面2線を有する地上駅。橋上駅舎を備える。

### 駅施設の変遷
改築前の旧地上駅舎時代は約3分の1前後が伊勢原市石田にかかっていたが、橋上駅舎完成後は一部駅用地のみが同市で、駅施設は厚木市愛甲側に集中した。ホーム延長工事後、再度石田側に一部駅施設がかかる部分が発生した。

#### のりば
| ホーム | 路線     | 方向 | 行先                          |
| ------ | -------- | ---- | ----------------------------- |
| 1      | 小田原線 | 下り | 小田原・箱根湯本方面          |
| 2      | 小田原線 | 上り | 相模大野・新宿・ 千代田線方面 |

2011年（平成23年）春、隣駅の伊勢原駅と共に行先案内表示器が設置された。さらに、2012年（平成24年）1月 - 8月にかけて、旅客上屋（屋根）増設工事を実施した。
2017年3月28日、小田急電鉄が高見沢サイバネティックス実証実験に協力するため、当駅で高見沢サイバネティックス製『昇降バー式ホーム柵』の実証実験を2017年夏ごろから開始すると発表された。そして発表からおよそ6か月後の9月24日の初電より稼働となり、2018年3月1日まで実証実験が行われた。

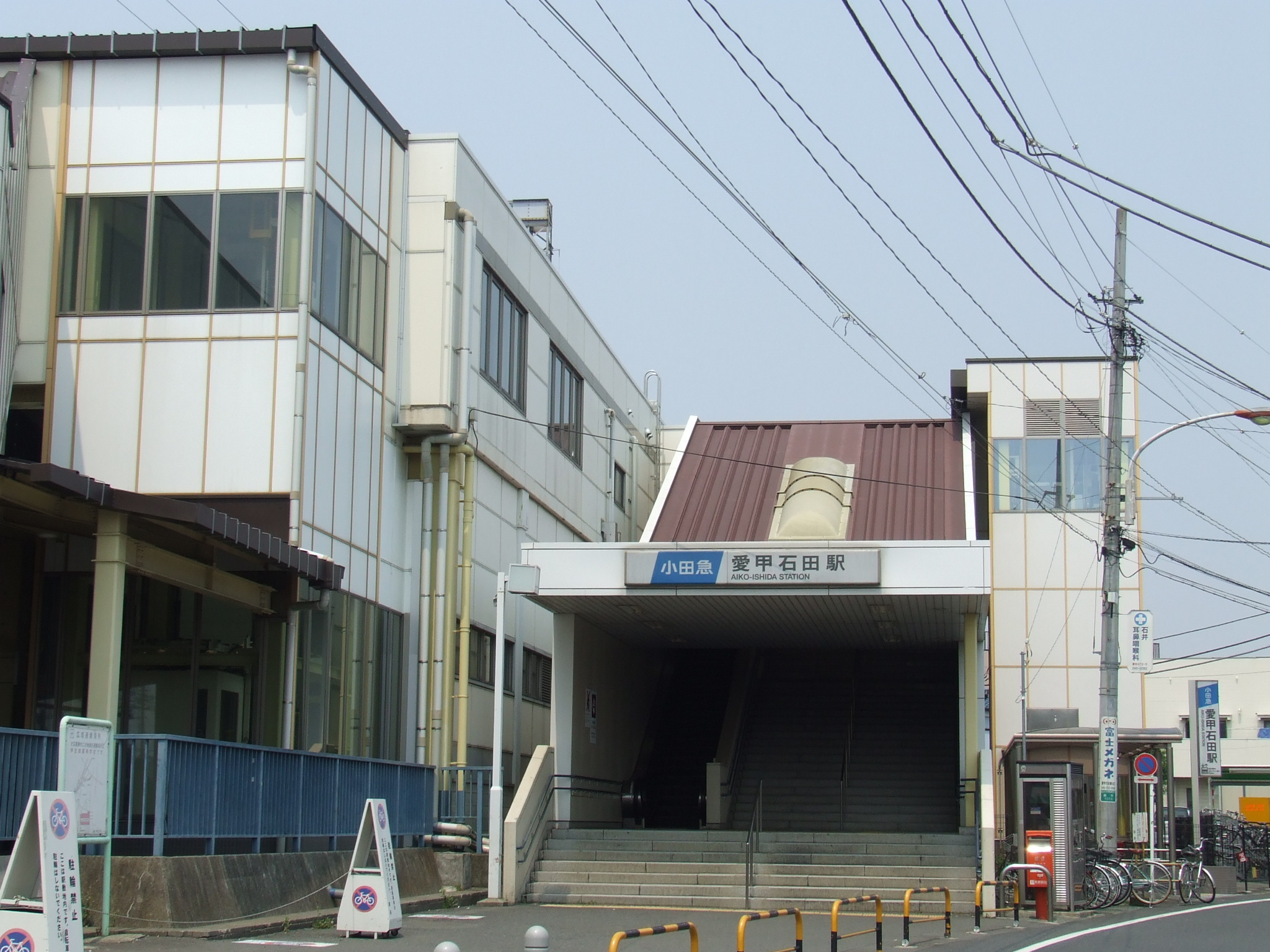
南口（2007年5月24日）
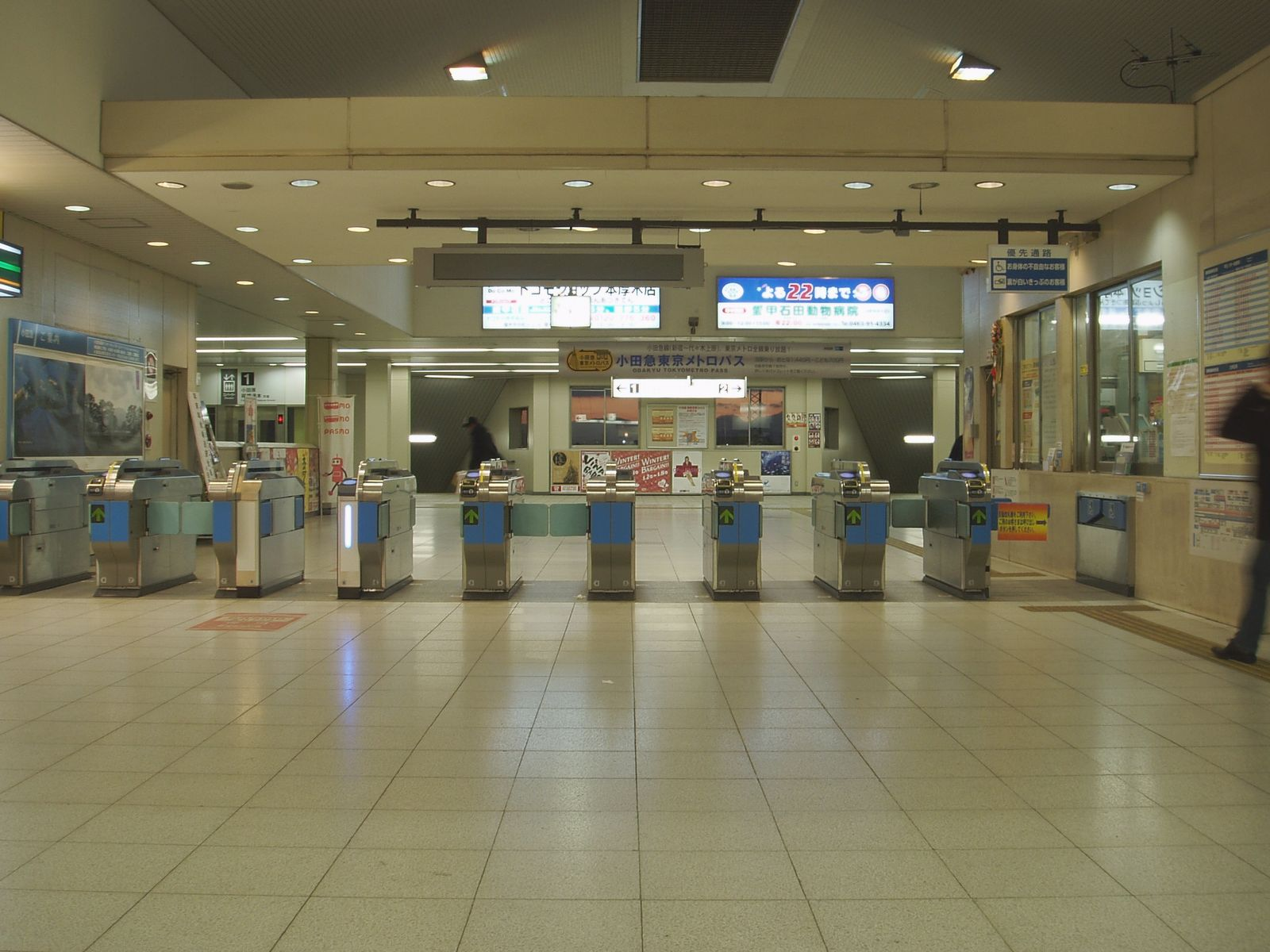
改札口（2008年1月4日）
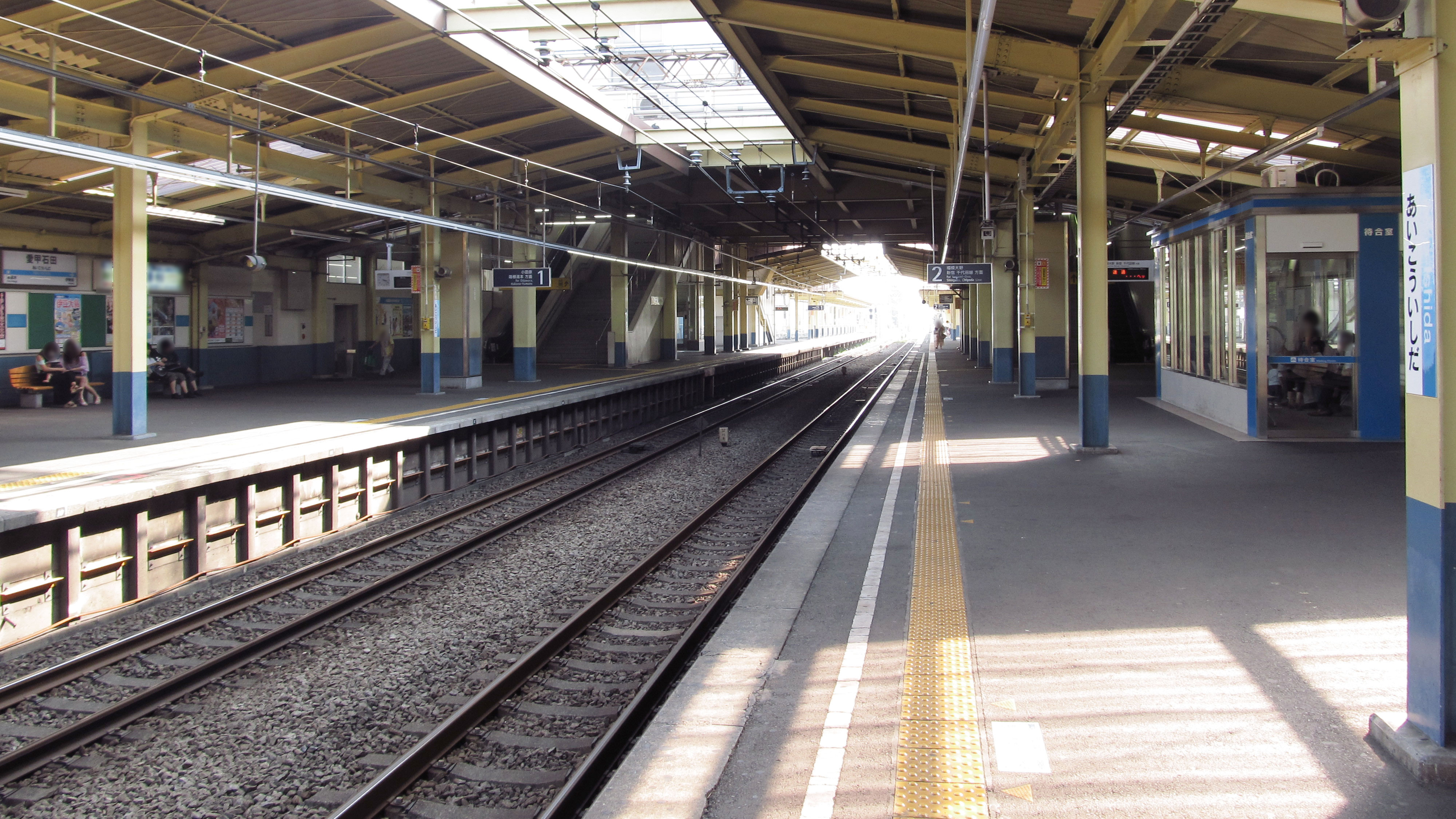
ホーム（2013年8月14日）
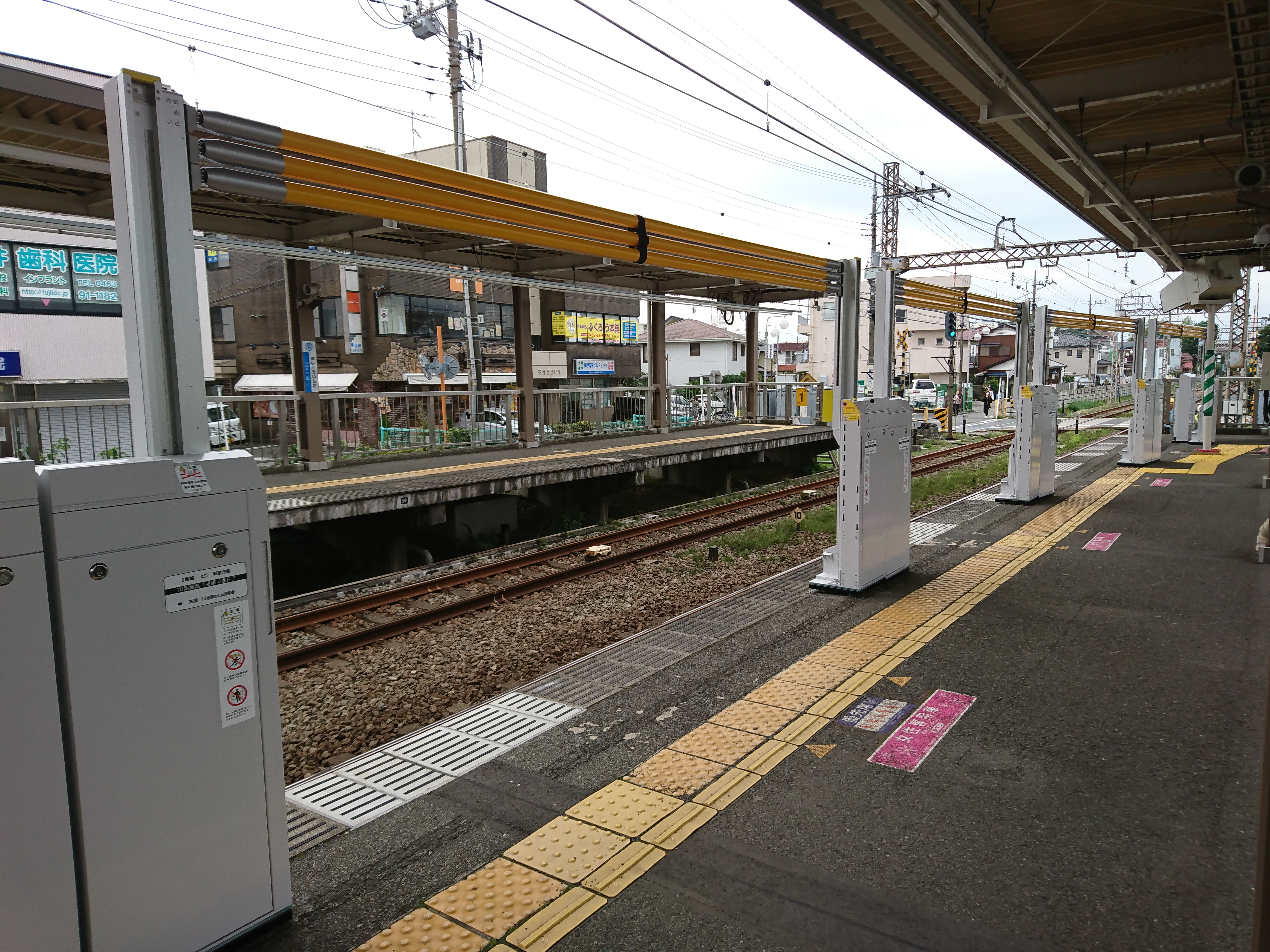
稼働前のホーム柵（2017年9月22日）
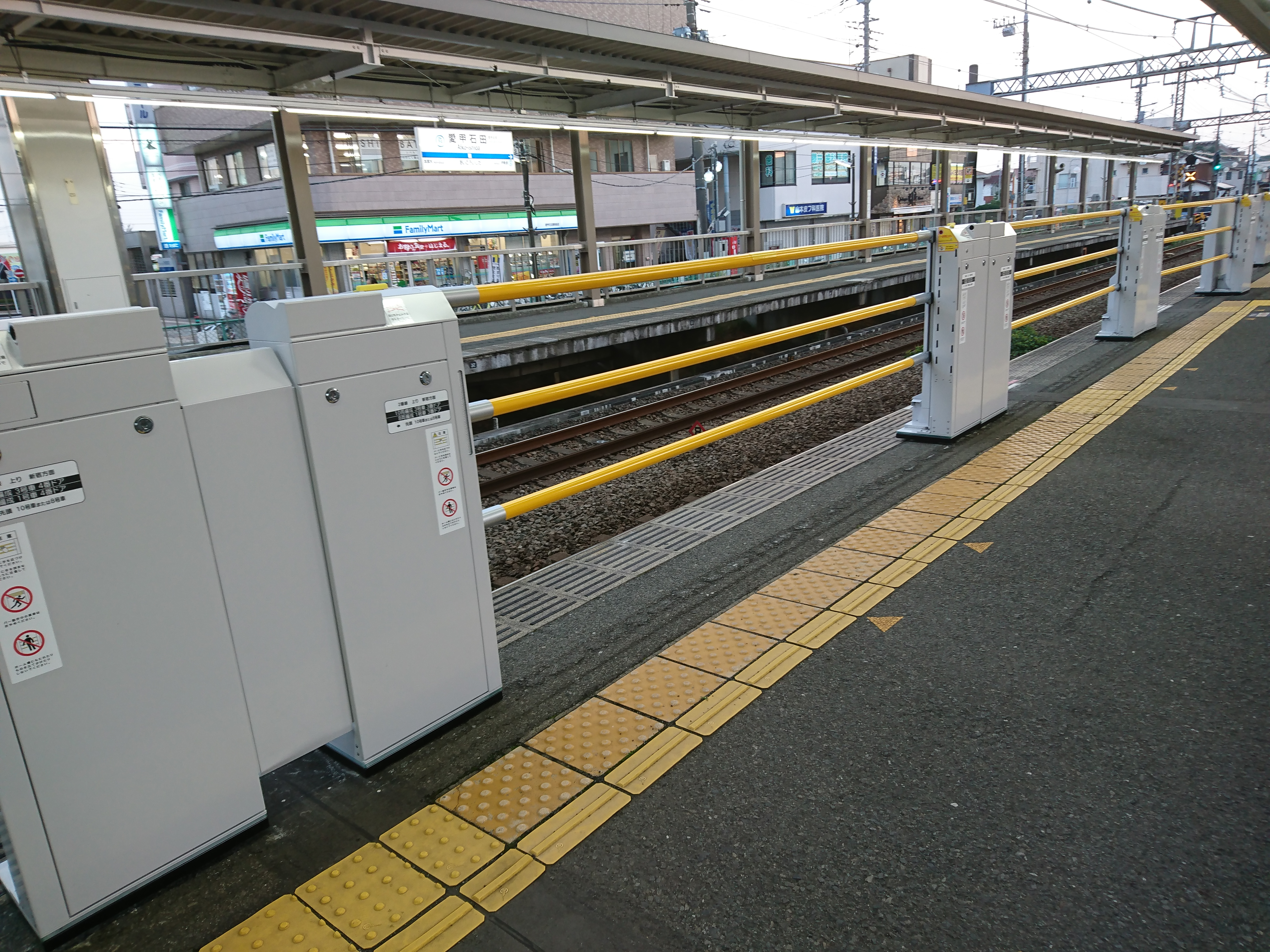
稼働開始後の可動式ホーム柵（2017年9月30日）
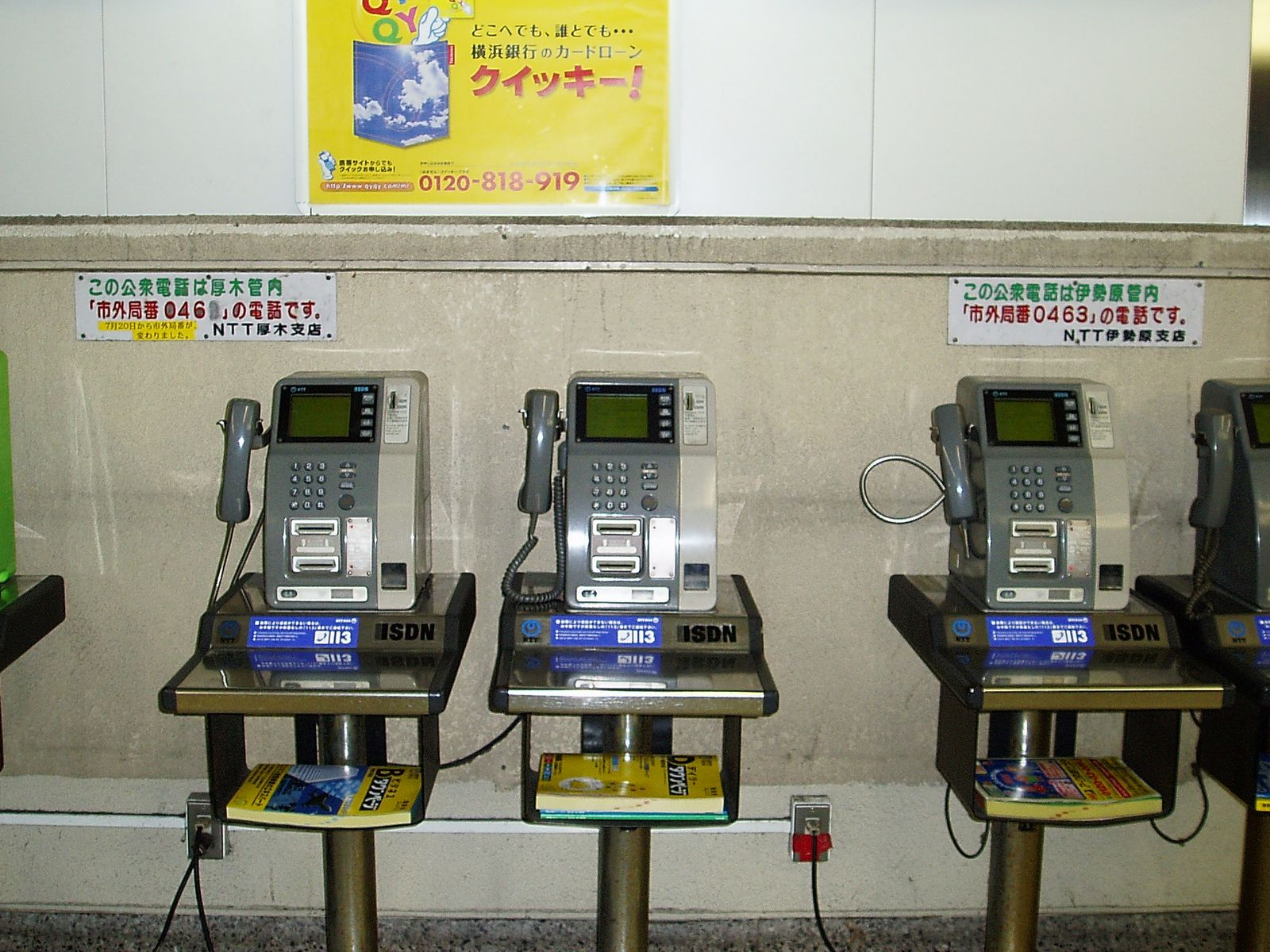
かつて市外局番が異なる公衆電話が並んでいた（2008年1月4日）

## 利用状況
- 小田急電鉄 - 2024年度の1日平均乗降人員は46,455人である[小田急 1]。
小田急線全70駅中23位。

近年の乗降人員・乗車人員の推移は下表の通り。
| 年度               | 1日平均 乗降人員 | 1日平均 乗車人員 | 出典                |
| ------------------ | ---------------- | ---------------- | ------------------- |
| 1972年（昭和47年） | 6,879            |                  |                     |
| 1982年（昭和57年） | 15,194           |                  |                     |
| 1985年（昭和60年） | 22,297           |                  |                     |
| 1989年（平成元年） | 39,357           |                  |                     |
| 1995年（平成07年） |                  | 24,637           | [ 神奈川県統計 1 ]  |
| 1998年（平成10年） | 48,937           | 24,466           | [ 神奈川県統計 2 ]  |
| 1999年（平成11年） |                  | 23,598           | [ 神奈川県統計 3 ]  |
| 2000年（平成12年） |                  | 23,513           | [ 神奈川県統計 3 ]  |
| 2001年（平成13年） | 47,573           | 23,760           | [ 神奈川県統計 4 ]  |
| 2002年（平成14年） | 48,443           | 24,201           | [ 神奈川県統計 5 ]  |
| 2003年（平成15年） | 44,017           | 22,001           | [ 神奈川県統計 6 ]  |
| 2004年（平成16年） | 44,627           | 22,590           | [ 神奈川県統計 7 ]  |
| 2005年（平成17年） | 45,686           | 23,084           | [ 神奈川県統計 8 ]  |
| 2006年（平成18年） | 46,571           | 23,525           | [ 神奈川県統計 9 ]  |
| 2007年（平成19年） | 47,686           | 24,058           | [ 神奈川県統計 10 ] |
| 2008年（平成20年） | 49,005           | 24,687           | [ 神奈川県統計 11 ] |
| 2009年（平成21年） | 48,291           | 24,275           | [ 神奈川県統計 12 ] |
| 2010年（平成22年） | 47,460           | 23,856           | [ 神奈川県統計 13 ] |
| 2011年（平成23年） | 47,052           | 23,655           | [ 神奈川県統計 14 ] |
| 2012年（平成24年） | 48,666           | 24,487           | [ 神奈川県統計 15 ] |
| 2013年（平成25年） | 50,002           | 25,136           | [ 神奈川県統計 16 ] |
| 2014年（平成26年） | 49,578           | 24,898           | [ 神奈川県統計 17 ] |
| 2015年（平成27年） | 51,341           | 25,775           | [ 神奈川県統計 18 ] |
| 2016年（平成28年） | 52,110           | 26,168           | [ 神奈川県統計 19 ] |
| 2017年（平成29年） | 53,371           | 26,796           | [ 神奈川県統計 20 ] |
| 2018年（平成30年） | 54,476           | 27,346           | [ 神奈川県統計 21 ] |
| 2019年（令和元年） | 54,602           | 27,403           | [ 神奈川県統計 22 ] |
| 2020年（令和02年） | 34,670           |                  |                     |
| 2021年（令和03年） | 35,817           |                  |                     |
| 2022年（令和04年） | 40,799           |                  |                     |
| 2023年（令和05年） | 45,393           |                  |                     |
| 2024年（令和06年） | 46,455           |                  |                     |

## 駅周辺
| 1977年頃の当駅上空写真。まだ駅前広場はなかった。国土交通省 国土地理院 地図・空中写真閲覧サービスの空中写真を基に作成 |  | 1988年頃の当駅上空写真。北側にバスターミナルが整備されている。国土交通省 国土地理院 地図・空中写真閲覧サービスの空中写真を基に作成 |
| 1977年頃の当駅上空写真。まだ駅前広場はなかった。国土交通省 国土地理院 地図・空中写真閲覧サービスの空中写真を基に作成 |  | 1988年頃の当駅上空写真。北側にバスターミナルが整備されている。国土交通省 国土地理院 地図・空中写真閲覧サービスの空中写真を基に作成 |

北口側は国道246号に接しているため、ロードサイド店舗が多い。南口側は純粋な住宅地である。

### 北口
- 国道246号
- 厚木市役所 愛甲石田駅連絡所
- 厚木警察署 愛甲石田駅前交番
- 横浜銀行 愛甲石田支店
- アマダ 本社（アマダ総合技術研究所、AMADA FORUM）
- 日産自動車 テクニカルセンター
- 東名高速道路 厚木バスストップ：徒歩15分。
- フードワン 厚木長谷店
- Odakyu OX 愛甲石田店

### 南口
- 小田原厚木道路 厚木西IC
- 愛甲石田駅前郵便局
- 中栄信用金庫 愛甲石田支店
- 神奈川県立伊志田高等学校
- 神奈川県立伊勢原支援学校
- 学校法人向上学園（自修館中等教育学校・向上高等学校）
- ヨロズヤ 石田店
- 神奈川県湘南赤十字血液センター：献血ルームは設置されていない。
- 愛甲石田駅南口ロータリー：「駅前ロータリーから広がるふれあいの輪 ～地域でできることは地域で～」で令和二年度国土交通省手づくり郷土賞受賞 (PDF) 。
- マルエツ 愛甲石田店

## バス路線

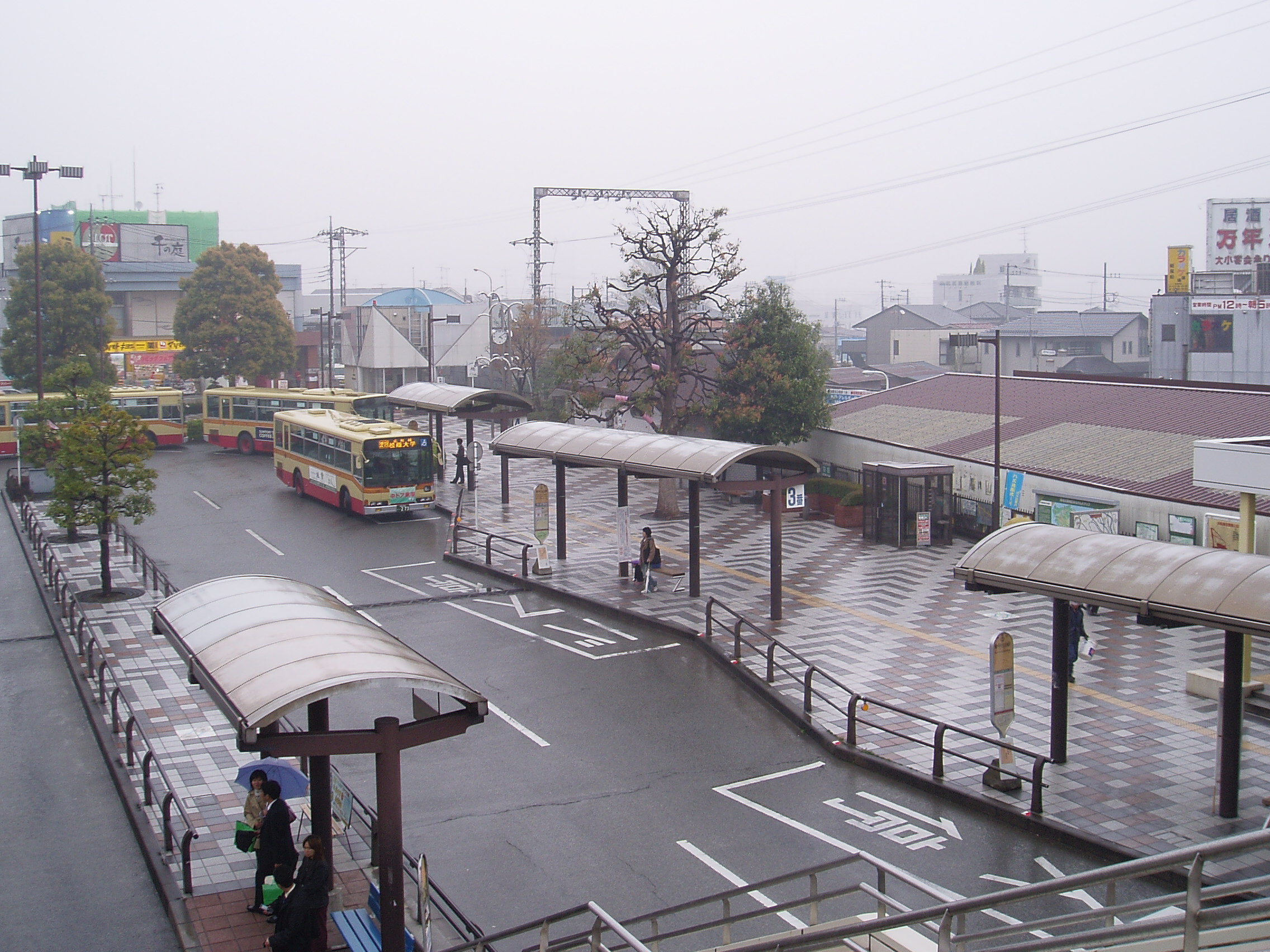
愛甲石田駅バスターミナル（2006年4月11日）

1980年（昭和55年）頃までは当駅を始発・終着とする路線バスはなく、国道246号上の「愛甲石田」と新宿側の陸橋を下って小田原厚木道路に向かう道の途中に「駅入口」の2か所のバス停があるのみであった。
その後、高森団地などからの住民の要望により愛甲石田 - 高森団地線が運行開始された。この時の折り返し場は現在・湘和会館が立地する場所であった。その後、国道246号から直接愛甲原住宅へ向かう道路が開通し、高森団地 - 愛甲石田 - 愛甲原住宅間や伊勢原駅 - 高森団地 - 愛甲石田 - 愛甲原住宅間の路線が運行されるようになった。
折返場の制約から愛甲石田を途中停留所とした運行形態であったが、愛甲原住宅から先毛利台へ抜ける道路が開通すると、それまで本厚木駅近くから出発していた日産テクニカルセンターへの送迎バスも当駅近くに折返場を新設して対応するなど、渋滞の多い本厚木駅への路線に代わる交通手段として、にわかに脚光を浴びるようになった。
このため、橋上駅舎化と同時に北口にバスターミナルの建設が開始され、橋上駅舎の供用開始よりも少し早い1987年10月6日より使用開始した。同時に「愛甲石田」「駅入口」の各停留所の機能はバスターミナルへ統合されることになった。
2010年（平成22年）4月現在、伊勢原駅・平塚駅・松蔭大学などへ計14系統が運行されている。なお、高森団地線は同年4月11日を限りで廃止となった。各路線の詳細については、末尾（あ）は神奈川中央交通厚木営業所、末尾の（ひ）は神奈川中央交通平塚営業所、それ以外の路線は神奈川中央交通伊勢原営業所を参照。
2014年3月10日より、愛甲石田駅南口と東成瀬地区を結ぶ東成瀬循環線、2016年9月12日より、歌川地区を結ぶ歌川循環線の運行を開始した。
- 1番のりば
  - 愛02：あかね台循環、すみだ公園行（ひ）
  - 伊74：東海大学病院経由 伊勢原駅北口行
  - 伊76：粕屋経由 伊勢原駅北口行
- 2番のりば
  - 愛20：毛利台団地行
  - 平68：横内団地経由 平塚駅行（ひ）
  - 伊80：大田経由 伊勢原駅南口行
- 3番のりば
  - 愛11：愛甲原住宅経由 七沢病院行
  - 愛12：愛甲原住宅経由 神奈川リハビリ行
  - 愛15：愛甲原住宅・森の里中学校前経由 森の里行
  - 愛24：愛甲原住宅経由 松蓮寺行（あ）
- 4番のりば
  - 愛16：愛甲郵便局経由 森の里行
  - 愛17：上愛甲・日産先進技術開発センター経由 森の里行
  - 愛18：上愛甲経由 松蔭大学行
  - 愛19：上愛甲経由 日産先進技術開発センター行
  - 愛21：上愛甲・松蔭大学経由 日産先進技術開発センター行
- 南口のりば
  - 愛30：東成瀬循環 東成瀬・リバティタウン伊勢原経由 愛甲石田駅南口行
  - 愛31：歌川循環 見附島・歌川産業スクエア経由 愛甲石田駅南口行

## 隣の駅
小田急電鉄
 小田原線

■快速急行・■急行・□通勤準急（平日朝上りのみ）・■各駅停車
本厚木駅 (OH 34) - 愛甲石田駅 (OH 35) - 伊勢原駅 (OH 36)